# Чемпіонат України з легкої атлетики серед юнаків 2020
Чемпіонат України з легкої атлетики серед юнаків 2020 був проведений 26-27 серпня в Луцьку на стадіоні «Авангард».
Медалі були розіграні серед спортсменів 2003 року народження та молодше.
Крім основного чемпіонату, протягом 2020 в інших містах України також були визначені чемпіони України в інших дисциплінах легкої атлетики серед юнаків.
У квітні 2020 через пандемію коронавірусної хвороби та очікуване у зв'язку з цим зменшення бюджетного фінансування національний чемпіонат серед юнаків з кросу був скасований, а основна першість, запланована до проведення на 5-7 червня, була перенесена на більш пізній термін.

## Чемпіони
| Основний чемпіонат (Луцьк, 26-27 серпня)                |                                                                                             |                                      |                                                                                         |             |
| 100 метрів                                              | Станіслав Коноваленко Київська область                                                      | 11,43 SB                             | Яніна Юрченко Харківська область                                                        | 12,64       |
| 200 метрів                                              | Олександр Сосновенко Донецька область                                                       | 22,47 PB                             | Надія Стецюк Київська область                                                           | 26,10       |
| 400 метрів                                              | Олександр Сосновенко Донецька область                                                       | 49,07 PB                             | Надія Стецюк Київська область                                                           | 56,58 PB    |
| 800 метрів                                              | Владислав Хоменський Вінницька область                                                      | 1.57,63 PB                           | Єлізавета Кобелєва Дніпропетровська область                                             | 2.17,76 PB  |
| 1500 метрів                                             | Дмитро Торгачов Сумська область                                                             | 4.01,01 SB                           | Юлія Петрик Волинська область                                                           | 4.35,29 PB  |
| 3000 метрів                                             | Роман Войтюк Вінницька область                                                              | 8.59,91 PB                           | Марія Козлюк Рівненська область                                                         | 10.12,85 PB |
| 100 метрів з бар'єрами                                  |                                                                                             | Валерія Мухоброд Київська область    | 14,98 SB                                                                                |             |
| 110 метрів з бар'єрами                                  | Денис Слюсар Київ                                                                           | 14,18 PB                             |                                                                                         |             |
| 400 метрів з бар'єрами                                  | Андрій Махаринський Київська область                                                        | 55,21 PB                             | Ярослава Ялисоветська Полтавська область                                                | 1.04,51 SB  |
| 2000 метрів з перешкодами                               | Микола Чернов Дніпропетровська область                                                      | 6.07,34 PB                           | Тетяна Когут Тернопільська область                                                      | 7.21,28 SB  |
| 100+200+300+400 метрів                                  | Київська область Артем Стороженко Станіслав Коноваленко Андрій Махаринський Владислав Бойко | 2.01,66                              | Сумська область Єлизавета Землянікіна Анжеліка Рачковська Діана Гончаренко Анна Мельник | 2.17,68     |
| Ходьба 3000 метрів                                      |                                                                                             | Валерія Шоломіцька Волинська область | 13.35,13 PB                                                                             |             |
| Ходьба 5000 метрів                                      | Микола Рущак Сумська область                                                                | 21.26,08 NU18R                       |                                                                                         |             |
| Стрибки у висоту                                        | Роман Петрук Житомирська область                                                            | 2,05 SB                              | Тамара Фроленко Кіровоградська область                                                  | 1,76 PB     |
| Стрибки з жердиною                                      | Ілля Бобровник Київ                                                                         | 4,40 PB                              | Анна Дудніченко Київська область                                                        | 3,70 PB     |
| Стрибки у довжину                                       | Олексій Поліщук Черкаська область                                                           | 7,27 PB                              | Олександра Нестеренко Полтавська область                                                | 5,51 SB     |
| Потрійний стрибок                                       | Микита Нарольський Київ                                                                     | 14,46 PB                             | Анастасія Тутова Дніпропетровська область                                               | 12,29 PB    |
| Штовхання ядра                                          | Іван Демиденко Київська область                                                             | 16,37 SB                             | Марія Ларіна Донецька область                                                           | 14,20 PB    |
| Метання диска (1 кг)                                    | Михайло Брудін Донецька область                                                             | 50,82 PB                             | Дар'я Козачок Житомирська область                                                       | 39,84 PB    |
| Метання молота                                          | Олексій Яценко Дніпропетровська область                                                     | 60,08                                | Анастасія Копиленко Дніпропетровська область                                            | 55,91 PB    |
| Метання списа                                           | Артур Фельфнер Київська область                                                             | 81,77                                | Антоніна Корнєєва Дніпропетровська область                                              | 42,77 PB    |
| Семиборство                                             |                                                                                             | Валерія Мухоброд Київська область    | 4942                                                                                    |             |
| Десятиборство                                           | Антон Нагорняк Вінницька область                                                            | 4783                                 |                                                                                         |             |
| Зимові метання (Мукачево, 14-15 лютого)                 |                                                                                             |                                      |                                                                                         |             |
| Метання диска                                           | Сергій Помазан Дніпропетровська область                                                     | 47,46 SB                             | Марія Ларіна Донецька область                                                           | 38,21 SB    |
| Метання молота                                          | Олексій Яценко Дніпропетровська область                                                     | 61,26 SB                             | Валентина Косів Івано-Франківська область                                               | 58,26 SB    |
| Метання списа                                           | Артур Фельфнер Київська область                                                             | 82,08 PB                             | Ольга Мосійчук Рівненська область                                                       | 44,31 SB    |
| Шосейна спортивна ходьба (Івано-Франківськ, 14 березня) |                                                                                             |                                      |                                                                                         |             |
| Ходьба 5 кілометрів                                     |                                                                                             | Валерія Шоломіцька Волинська область | 23.22 PB                                                                                |             |
| Ходьба 10 кілометрів                                    | Хайреттін Їлдіз Туреччина                                                                   | 45.05 PB                             |                                                                                         |             |